# Pamela C. Rasmussen
Pamela Cecile Rasmussen (16 ottobre 1959) è un'ornitologa statunitense.
È stata ricercatrice associata presso lo Smithsonian Institution di Washington D.C., e attualmente lavora presso la Michigan State University. Collabora con importanti centri di ricerca negli Stati Uniti e nel Regno Unito.
Le prime ricerche della Rasmussen furono svolte sugli uccelli marini sudamericani e sugli uccelli fossili del Nord America. Successivamente si è specializzata in uccelli asiatici descrivendo diverse nuove specie e chiarendo lo stato di altre, in particolare le famiglie degli Zosteropidae e i gufi. Più recentemente, è stata coinvolta in collaborazioni su larga scala che esaminano i modelli della biodiversità globale e ha valutato lo stato tassonomico degli avvoltoi dell'Asia meridionale.
È stata l'autrice principale di Birds of South Asia: The Ripley Guide, una pubblicazione fondamentale per la sua maggiore copertura geografica e di specie rispetto ai suoi predecessori. Come risultato del suo studio degli esemplari di uccelli conservati nei musei durante le ricerche svolte per il libro, è stata determinante nello svelare l'entità dei furti nei musei e nello scoprire i documenti fraudolenti presentati dall'eminente ornitologo britannico Richard Meinertzhagen.

## Biografia e carriera
Pamela Rasmussen è la figlia di Helen Rasmussen, un'avventista del settimo giorno, il padre Chester Murray Rasmussen lasciò la famiglia quando Pamela e le sorelle erano giovani. Il suo interesse per gli uccelli è iniziato quando sua madre le ha comprato l'edizione per bambini del libro  Birds of the World di Oliver Austin, e in seguito Pamela ha sempre scelto di ricevere libri di uccelli come regali.
Ha conseguito la laurea magistrale nel 1983 presso la Walla Walla University, un'università affiliata agli avventisti nel sud-est di Washington, e il dottorato di ricerca presso l'Università del Kansas nel 1990, dove ha studiato i cormorani, ed è stata introdotta alla teoria evolutiva, che non veniva insegnata nella sua alma mater.
La Rasmussen è attualmente visiting professor di zoologia e assistente curatore del museo di mammalogia e ornitologia, presso la Michigan State University (MSU), essendo stata in precedenza ricercatore associato per l'eminente ornitologo americano Sidney Ripley presso la Smithsonian Institution di Washington, D.C. È membro dell'American Ornithological Society (AOS) del North American Classification Committee (NACC), associata del gruppo di studiosi di uccelli del British Natural History Museum a Tring e un editore associato di The Ibis, la rivista scientifica del Unione degli ornitologi britannici. È affiliata scientifica per il Field Museum of Natural History e fondatrice ed editrice di AVoCet, il centro di vocalizzazioni aviarie della MSU. Nel 2020 ha sostituito l'ornitologo Frank Gill come editore della IOC World Bird List, una lista online gestita per conto dell'International Ornithologists' Union.
La Rasmussen è sposata con Michael D. Gottfried, che è curatore di paleontologia, professore associato di geologia e direttore del Center for Integrative Studies in General Science presso la MSU.

### Punti salienti della ricerca

#### Uccelli marini sudamericani
I primi lavori di Pamela Rasmussen erano in gran parte incentrati sugli studi della sistematica, dell'ecologia e del comportamento degli uccelli marini della Patagonia, in particolare dei cormorani. Ha studiato le variazioni del piumaggio nei giovani cormorani dagli occhi azzurri, il cormorano caranculato e zampe rosse, e ha utilizzato il piumaggio e i modelli comportamentali per stabilire relazioni tra il caranculato e il cormorano dagli occhi azzurri. Ha inoltre esaminato l'attività di pesca dei cormorani olivacei.

#### Uccelli asiatici

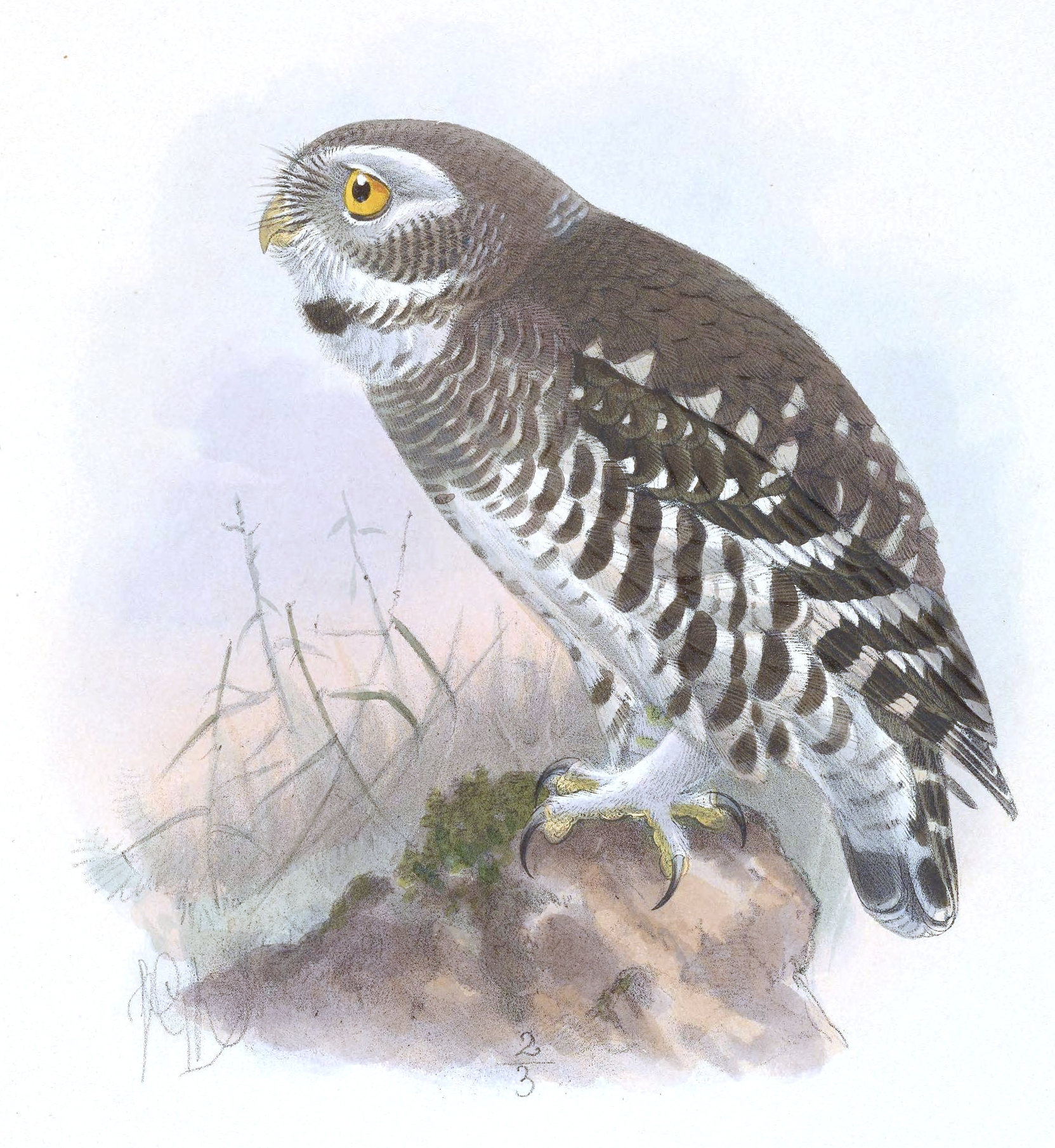
Un dipinto del 1891 della civetta della foresta, riscoperto dalla Rasmussen nel 1997

La Rasmussen ha descritto quattro nuove specie di uccelli asiatici risultanti dai suoi studi su esemplari museali: l'assiolo delle Nicobare (Otus alius), l'assiolo del Sangihe (Otus collari), e il gufo di Cinnabar (Ninox ios), un endemico di Sulawesi, tutti nel 1998, e il macchiarolo di Taiwan (Bradypterus alishanensis) nel 2000. Ha riscoperto la civetta di Blewitt (Athene blewitti), che non si vedeva dal 1884, nell'India occidentale, precedenti ricerche di S. Dillon Ripley, Salim Ali e altri erano fallite perché si basavano sulla documentazione falsa di Richard Meinertzhagen. Nel novembre 1997, laRasmussen e Ben King dell'American Museum of Natural History passarono dieci giorni a cercare senza successo due località dell'India orientale prima di dirigersi a ovest verso il sito di un altro vecchio esemplare, dove King riuscì ad individuare un piccolo gufo tarchiato con zampe corte, bianche e ricoperte di piumaggio, e con enormi artigli, che la Rasmussen ha poi confermato la specie che stavano cercando mentre il gufo è stato filmato e fotografato.
Con i suoi colleghi, ha chiarito la tassonomia degli zosteropidae indonesiani, stabilendo lo status specifico dell'occhialino di Sangihe (Zosterops nehrkorni) e ha confermato l'identità del gufo di Serendib che era stato originariamente scoperto in Sri Lanka dall'ornitologo locale Deepal Warakagoda.

L'occhio bianco di Togian, identificato come una nuova specie dalla Rasmussen e dai suoi colleghi nel 2008

Il fagiano imperiale è un uccello raro che si trova nelle foreste del Vietnam e del Laos. La Rasmussen e i suoi collaboratori hanno utilizzato la morfologia, gli esperimenti di ibridazione e l'analisi del DNA per dimostrare che questo fagiano, precedentemente ritenuto in pericolo di estinzione, è in realtà un ibrido naturale tra il fagiano vietnamita (Lophura hatinhensis) e la sottospecie annamensis del fagiano d'argento (L. nycthemera).
In un documento del 2008 è tornata alla descrizione tassonomica dello Zosterops somadikartai, l'occhio bianco di Togian, una specie endemica delle isole Togian in Indonesia, che, a differenza della maggior parte dei suoi parenti, non ha l'anello bianco intorno all'occhio che dà il nome a questo gruppo di uccelli. La Rasmussen ha notato che l'occhio bianco di Togian è differente non solo nel'aspetto, ma anche nel suo canto cadenzato, che suona più acuto e ha una frequenza meno varia rispetto ai canti dei suoi parenti stretti.
L'interesse di Pamela Rasmussen per gli uccelli asiatici ha portato al suo coinvolgimento in progetti più specificamente diretti alla conservazione. Due avvoltoi Gyps, l'avvoltoio groppa bianco indiano, Gyps bengalensis e l '"avvoltoio dal becco lungo" hanno subito una diminuzione della popolazione del 99% nell'Asia meridionale a causa dell'avvelenamento da diclofenac, un farmaco veterinario che provoca insufficienza renale negli uccelli che hanno mangiato il carcasse di bovini trattati. Rasmussen ha mostrato che esistono due specie distinte di avvoltoio dal becco lungo: l'avvoltoio indiano G. indicus e l'avvoltoio dal becco sottile G. tenuirostris . Questo è importante per la conservazione, dal momento che è stato istituito un programma di riproduzione in cattività per assistere il recupero delle specie di avvoltoio a rischio.

#### Biodiversità

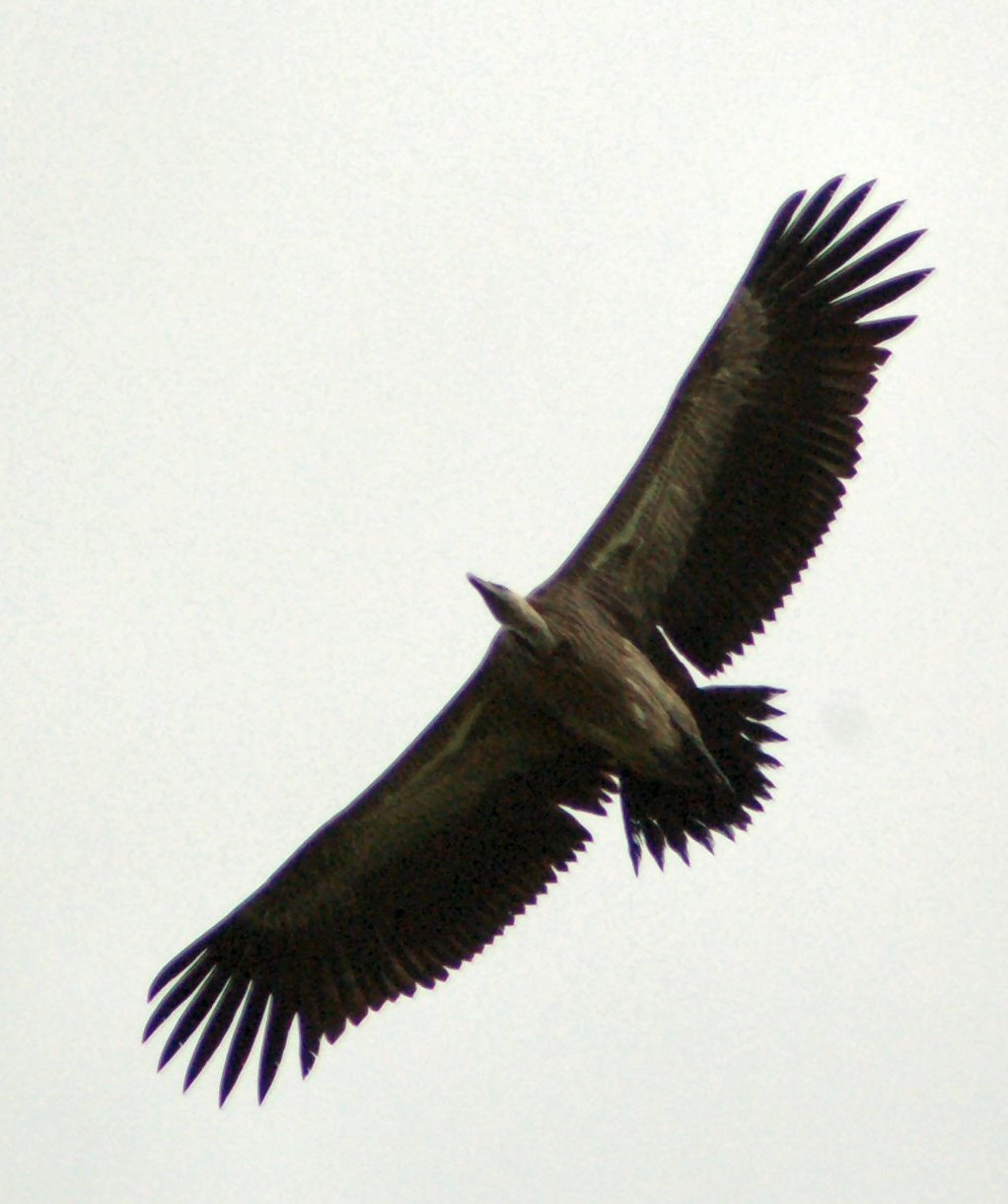
Avvoltoio indiano, una specie vulnerabile recentemente divisa a seguito della ricerca della Rasmussen sul genere Gyps

Nel 2005, la Rasmussen fece parte di una grande collaborazione tra diverse istituzioni che studiava i punti caldi di biodiversità, che hanno un ruolo di primo piano nella conservazione animale. Lo studio ha valutato le località analizzate in base a tre criteri di diversità degli uccelli: la ricchezza delle specie, il livello di minaccia e il numero di specie endemiche. I risultati hanno dimostrato che i punti caldi non mostravano la stessa distribuzione geografica relativamente a ciascun fattore. Solo il 2,5% delle aree dei punti caldi era comune a tutti e tre gli aspetti della diversità, con oltre l'80% dei punti caldi che registravano un solo criterio dei 3. Ciò suggeriva che anche all'interno di una singola classe tassonomica, diversi meccanismi sono responsabili dell'origine e del mantenimento di vari aspetti della diversità. Di conseguenza, i diversi tipi di hotspot o punti caldi variano notevolmente anche nella loro utilità come strumenti di conservazione.
Il recente lavoro della Rasmussen si è concentrato su ulteriori collaborazioni su larga scala con lo stesso gruppo di istituzioni che studiano i modelli globali nella biodiversità. Un'indagine sulla ricchezza delle specie e sulla dimensione dell'area geografica non ha mostrato la diminuzione della dimensione dell'areale dalle regioni temperate ai tropici che era stata ipotizzata in precedenza; sebbene quel modello fosse in gran parte vero nell'emisfero settentrionale, non sembrava applicarsi nell'emisfero meridionale. La ricerca che ha valutato la relazione tra estinzione e impatto umano ha mostrato che, dopo aver controllato la ricchezza delle specie, i migliori predittori del modello globale di rischio di estinzione sono le misure dell'impatto umano, con i fattori ecologici di importanza secondaria. Un esame della distribuzione delle specie di vertebrati rare e minacciate ha mostrato modelli diversi per le specie di uccelli, mammiferi e anfibi, il che ha conseguenze per le strategie di conservazione basate sugli hotspot.
Altri studi della Rasmussen e dei suoi colleghi internazionali hanno esaminato l'importanza della disponibilità di energia, e un documento del 2007 ha mostrato che i modelli globali di ricambio territoriale sono guidati principalmente da specie diffuse piuttosto che da specie limitate. Il suo studio ha integrato lavori precedenti e ha aiutato a stabilire un modello unificato di come la biodiversità terrestre varia sia all'interno che tra le principali masse terrestri della Terra.

#### Paleo ornitologia
Un sito fossile in una fossa di prestito vicino a Cheswold, nel Delaware, creato durante la costruzione di un'autostrada ha portato alla luce 11 esemplari di fossili frammentati e non associati di uccelli. La Rasmussen li ha identificati come fossili di una piccola strolaga, una piccola specie simile a un gabbiano e cinque esemplari di sulidi,  probabilmente Morus loxostylus, specie comune nel Miocene. Tutti questi esemplari erano già noti da un sito a Chesapeake Bay, nel Maryland . I reperti suggeriscono che il sito del Delaware fosse l'area vicino alla costa di una grande baia al momento della deposizione.
La Rasmussen è stata anche coinvolta in un'analisi di uccelli fossili provenienti dai depositi del Miocene e del Pliocene nella Carolina del Nord. I reperti includevano un Colymboides minutus del Miocene inferiore, varie anatre, una sterna crestata che somigliava molto alla moderna sterna reale (Sterna maxima) e un membro del genere corvus, uno dei pochi uccelli passeriformi fossili di quel periodo. L'analisi è giunta alla conclusione che gli uccelli fossili di questo periodo generalmente assomigliano molto a una specie o genere moderno e quelli che non lo sono di solito possono essere collocati in una famiglia moderna con una bassa possibilità di errore..

### Uccelli dell'Asia meridionale
Nel 1992, la Rasmussen ha lavorato come assistente di Sidney Ripley, l'ex segretario dello Smithsonian, che stava progettando di produrre una guida definitiva agli uccelli dell'Asia meridionale. Quando si ammalò poco dopo l'inizio del progetto, la Rasmussen ne fu posta a capo, e con l'artista John C. Anderton, scrisse Birds of South Asia: The Ripley Guide, una guida di uccelli in due volumi per il subcontinente indiano che fu la prima guida sul campo ad includere i sonogrammi. Il volume 1 contiene la guida sul campo con oltre 3400 illustrazioni in 180 tavole e più di 1450 mappe a colori. Il volume 2 ( Attributi e stato) fornisce i dati degli esemplari, dati sull'identificazione, lo stato, la distribuzione e le abitudini. Le vocalizzazioni sono descritte dalle registrazioni e ci sono oltre 1000 sonogrammi.
Sono descritte 1508 specie studiate in India, Bangladesh, Pakistan, Nepal, Bhutan, Maldive, arcipelago di Chagos e Afghanistan, comprese 85 specie ipotetiche e 67 "possibili", di cui vengono forniti solo brevi resoconti. Aspetti degni di nota di Birds of South Asia sono le fonti prodotte riguardo alla distribuzione - gli autori del libro hanno basato le loro informazioni sugli areali degli uccelli quasi esclusivamente su esemplari museali - e il suo approccio tassonomico, che coinvolge un gran numero di catalogazioni delle specie. L'area geografica coperta dall'opera è inoltre maggiore di quella delle opere più antiche, in particolare nell'inclusione dell'Afghanistan.
Molte specie allopatriche precedentemente considerate conspecifiche sono trattate da Rasmussen e Anderton come specie complete. La maggior parte di queste specie erano state precedentemente proposte in altre opere, ma il libro ha introdotto una serie di innovazioni proprie. Gli esperti di uccelli asiatici, Nigel Collar e John Pilgrim, nel 2008 hanno analizzato le modifiche proposte dalla Rasmussen e Anderton, indicando quali erano state precedentemente proposte da altri autori e quali erano nuove e richiedevano ulteriore giustificazione.
Sebbene le recensioni sulla stampa ornitologica siano state spesso favorevoli, ci sono state anche critiche. Peter Kennerley, autore ed esperto di uccelli asiatici, ha ritenuto che alcune delle illustrazioni siano piccole e vistose o tecnicamente imprecise. Crede anche che l'eccessivo affidamento su esemplari museali a volte molto vecchi e la mancata considerazione dei dati ottenuti dalle osservazioni dei birdwatcher occasionali sia un errore e ha affermato che molte delle decisioni tassonomiche sembrano essere scelte casuali, non supportate dalla ricerca pubblicata.

### La frode di Meinertzhagen
La Rasmussen ha rivelato la vera portata della grande frode perpetrata dall'eminente soldato britannico e ornitologo Richard Meinertzhagen. Meinertzhagen, morto nel 1967, è stato autore di numerosi lavori tassonomici e di altro tipo sugli uccelli e possedeva una vasta collezione di esemplari di uccelli e pidocchi; era considerato uno dei più grandi ornitologi della Gran Bretagna. Tuttavia, l'ornitologo britannico Alan Knox aveva analizzato la collezione di uccelli di Meinertzhagen al Walter Rothschild Zoological Museum di Tring, nel Regno Unito, all'inizio degli anni '90, e aveva scoperto frodi significative che coinvolgevano il furto di esemplari dai musei e la falsificazione della documentazione di accompagnamento.
Durante le ricerche per Birds of South Asia, la Rasmussen ha esaminato decine di migliaia di esemplari di uccelli, dal momento che il defunto S. Dillon Ripley aveva fortemente spinto per l'uso di esemplari museali per determinare quali uccelli includere. Con Robert Prys-Jones del Museo di Storia Naturale, ha mostrato che la frode di Meinertzhagen, vecchia di decenni, era molto più estesa di quanto si pensasse. Molti dei 20.000 esemplari di uccelli nella sua collezione erano stati rietichettati per quanto riguarda il luogo in cui erano stati ritrovati. La falsa documentazione ha ritardato la riscoperta della civetta della foresta, poiché le ricerche precedenti si erano basate sui documenti falsi di Meinertzagen. La spedizione di successo della Rasmussen li ha ignorati e ha cercato nelle aree identificate dai rimanenti esemplari autentici.